# Фіґоль Іван Гаврилович
о. Іва́н Фі́ґоль, також Іва́н Гаври́лович Фі́ґоль (4 травня 1881, Княгинин (нині — у межах Івано-Франківська) — 3 серпня 1933, Львів) — український греко-католицький священник, доктор богослов'я, педагог і галицький церковний та громадський діяч.

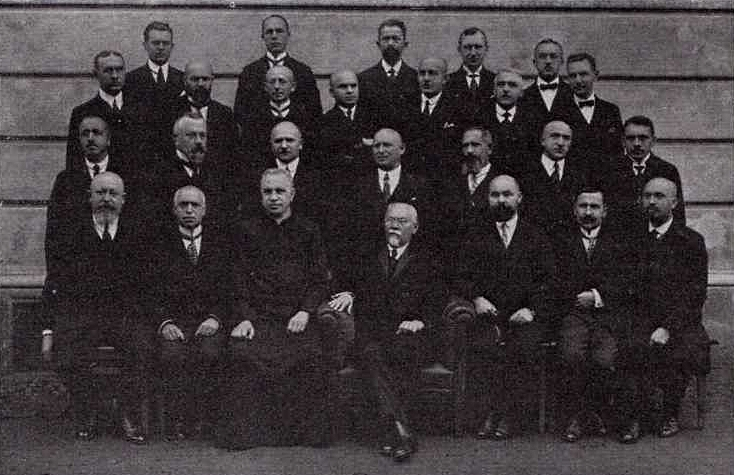
Іван Фіґоль сидить третій зліва.

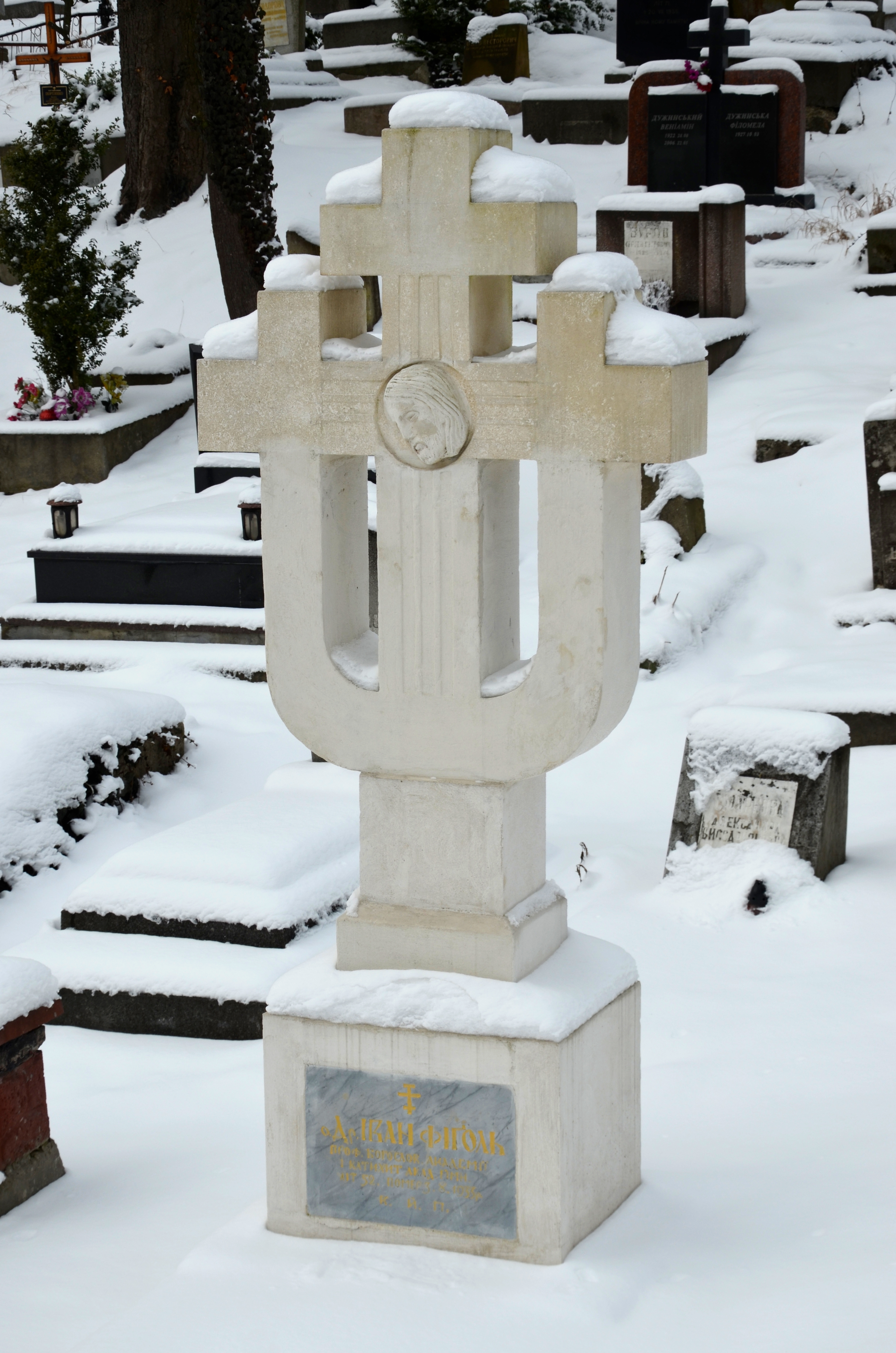
Могила на Личаківському цвинтарі

## Життєпис
Родом з Княгинина (нині — у межах Івано-Франківська).
Закінчив Станиславівську цісарсько-королівську гімназію (1900, навчався в цьому закладі вісім років), Львівську духовну семінарію і висвячений на священника в 1905 році. У 1906—1908 роках продовжив студії на богословському факультеті Віденському університеті, які завершив докторатом з богослов'я (тема дисертації: «Über die christliche Ehe auf Grund des Wortes Christi bei Matthäus Kap. V 31-32 und XIX 7-9», захист відбувся 7 лютого 1908 року).
Працював гімназійним катехитом у Коломиї, Станиславові (місцева українська гімназія, 1913–1929) й Львові (з 1929), викладач гомілетики в Греко-католицькій богословській академії у Львові (з 1929). Автор недільних проповідей для шкільної молоді «Екзорти на неділі і свята шкільного року», ч. 1—2 (1928—1929), перевидані п. н. «Проповіді для молоді» (Рим, 1981).
Помер 3 серпня 1933 року у Львові. Похований на Личаківському цвинтарі, поле № 75.

### Сім'я
Батько — Гавриїл Фіґоль. Дружина о. Івана Фіґоля — Стефанія Галущинська. Діти:
- Данило,
- Атанас,
- Володимир.